# Dimitri De Tremmerie
Dimitri De Tremmerie (DDT) is een personage uit de televisiereeks F.C. De Kampioenen. Dimitri werd gespeeld door Jacques Vermeire. Hij was een vast personage van 1990 tot 1998 (reeks 1 tot en met reeks 8).
In de laatste aflevering van reeks 20 keerde hij even terug. Ook in de films F.C. De Kampioenen 2: Jubilee General, F.C. De Kampioenen 3: Forever, F.C. De Kampioenen 4: Viva Boma en de Kerstspecial keerde DDT terug.

## Personage
Dimitri De Tremmerie (alias DDT) was de eerste buurman van de Kampioenen. Pol is een achterneef van hem. Hij is wellicht geboren in 1952, want in de slotaflevering van seizoen 20 (DDT ontsnapt) uit 2010 wordt gezegd dat hij 58 jaar is. In seizoen 6 (1995) wordt daarentegen vermeld dat hij 40 jaar is.

### Jeugd
Vroeger heeft DDT gestudeerd aan het RINO (Regionaal Instituut voor Nijverheidsopleiding). Aan het einde van zijn opleiding was hij niet geslaagd, maar hij kreeg toch zijn diploma doordat zijn moeder de directeur bedreigde. Zijn moeder had een hond Marcel die hem steeds beet.

### Beroep
DDT hield de garage "DDT Oké Cars" open, gelegen naast het voetbalveld van De Kampioenen. Hij stichtte dit bedrijf in 1972.
Meer dan eens vloog er een verloren gewaaide bal door een van zijn ruiten. DDT had ook last van zware concurrentie van "Garage Van Roost", een garage uit de buurt.
Doortje begon bij hem te werken in 1990. In 1993 vervangt Carmen haar tijdelijk, maar haar moeilijk karakter zorgt ervoor dat ze snel weer terug naar Boma keert als kuisvrouw.
Soms had Dimitri er een andere zaak bij. Zo was hij eens helderziende, verkoper van antiek, verkoper van buitenlands vlees, uitbater van een zonnebankcentrum, et cetera.
DDT is even een gelicentieerde scheidsrechter geweest, maar zijn licentie werd verscheurd door Charlie De Groot omdat De Kampioenen DDT hadden omgekocht.

### Karakter
DDT was voor vele Kampioenen "de vijand", omdat hij hen vaak dwarsboomde. Toch zijn er ook afleveringen waarin hij hen helpt, zoals in seizoen 1 om Oscar en Pascale weer samen te krijgen, of in seizoen 2 om Xavier te helpen sergeant te worden. Hij kreeg af en toe bezoek van zijn moeder Georgette Verreth ('Ma DDT'). Soms omdat ze ziek was, soms omdat ze een geschikte echtgenote gevonden had voor haar "Dimi'ke".
Zijn favoriete liedje is: 'If I Were a Rich Man.'
Tijdens de zwangerschap van zijn secretaresse Doortje Van Hoeck moest hij haar helpen met prenatale oefeningen. Toen ze moest bevallen bracht DDT haar met zijn takelwagen naar het ziekenhuis. Uit dank benoemde Doortje Dimitri tot peter van Billie Coppens. DDT was hier niet echt blij mee omdat hij dacht dat het hem alleen maar geld zou kosten. Nadat hij in de gevangenis belandde werd Balthasar Boma aangesteld als peter.

### Verdwijnen van het personage
DDT was een echte fraudeur. Zijn facturen aan zijn klanten waren vaak veel te zwaar aangerekend. Ook deed hij vele herstellingen, vooral voor Balthazar Boma, in het zwart. Zelf noemde hij de btw "Bijzonder Toegestane Winst". Dit leidde uiteindelijk ook tot zijn ondergang: DDT werd in 1998 opgepakt en veroordeeld tot vijf jaar gevangenisstraf vanwege belastingfraude. Tegen het einde van de reeks zat hij al twaalf jaar in de gevangenis omdat hij ook in de gevangenis illegale handel dreef om winst te maken.

## Gastrol seizoen 20
Eind november 2009 raakte bekend dat Jacques Vermeire, na een afwezigheid van 12 jaar, terugkeert naar De Kampioenen. DDT slaagt erin uit de gevangenis te ontsnappen en keert terug naar zijn oude garage. Samen met Fernand Costermans beraamt hij een plan om de Kampioenen eens en voor altijd uit te schakelen, maar uiteindelijk falen ze en worden ze beiden gearresteerd. Echter, wanneer de twee politieagenten die hen gearresteerd hebben, onderweg naar de gevangenis bij een frituur stoppen, slaagt DDT erin om er met hun politiecombi vandoor te gaan. Hij laat Fernand vastgeketend aan een verkeersbord achter. In het jubileumboek ('25 jaar F.C. De Kampioenen') wordt vermeld dat DDT met de combi vast kwam te zitten in het verkeer en alsnog weer is gearresteerd.

## Terugkeer in F.C. de Kampioenen 2: Jubilee General
In de tweede Kampioenenfilm wordt DDT vrijgelaten uit de gevangenis. Na zijn vrijlating is DDT voor geld aan het pokeren in de Pussycat. Ook Boma wordt door DDT verleid voor een spelletje poker, waarbij Boma uiteindelijk zijn Cadillac, het café en het veld van de Kampioenen kwijtspeelt aan DDT.

## F.C. De Kampioenen 3: Forever
In de derde Kampioenenfilm heeft DDT een nieuwe garage. Hij wordt door list en bedrog eigenaar van F.C. De Kampioenen. Hij laat de ploeg vervangen door jonge nieuwe spelers. De oude Kampioenen krijgen de kans om hun ploeg terug te winnen. Als ze een match winnen tegen de nieuwe ploeg mogen ze hun naam behouden. Aan het einde van de film moet DDT weer naar de gevangenis.

## F.C. De Kampioenen 4: Viva Boma
In de vierde Kampioenenfilm Is DDT weer vrij, maar zijn garage draait niet zo goed. In deze film ziet hij zijn dochter na 29 jaar terug: Dominique (Niki). Hij koopt met een list de Boma Vleesindustrie nv, maar op het einde geeft hij het bedrijf aan Ronaldinho en wordt Ronaldinho zijn schoonzoon.

## Kerstspecial
In de kerstspecial werd bekendgemaakt dat zijn dochter zwanger is en dat hij opa gaat worden. Zij en Ronald verwachten een zoon die ze Xavier Junior gaan noemen.

## Familie
- Zijn moeder komt al voor in het eerste seizoen: Georgette Verreth.
- Hij heeft een dochter Dominique (Niki) die anno 2019 29 jaar is. Ze is verwekt tijdens een onenightstand. Doordat hij zwijggeld kreeg van de familie van de biologische moeder werd dit nooit ter sprake gebracht tijdens de seizoenen waarin Jacques Vermeire meespeelde. De onthulling voor zowel de kijker als de Kampioenen gebeurde pas in de vierde film. Alhoewel tijdens de eerste seizoenen telkens met hem gelachen werd omtrent zijn liefdesleven, bleken de Kampioenen niet echt onder de indruk van deze primeur.
- Aanvankelijk lijkt DDT de oom te zijn van Pol, maar dan zou Georgette Verreth Pols grootmoeder moeten zijn. Pol zegt echter "tante" tegen haar. De juiste familieband wordt echter niet duidelijk in de reeks. In de aflevering "Liefde is blind" (seizoen 5, episode 3) zegt DDT dat Pol zijn "achterneefke" is.
- Zijn vader schijnt al voor 1990 (seizoen 1) te zijn gestorven, zoals door zijn moeder bevestigd wordt. Hij was scheidsrechter en wilde graag voorzitter worden van een voetbalclub. DDT heeft door De Kampioenen echter een geweldige hekel aan voetbal.
- Hij heeft een neef die in Nashville woont, in de Verenigde Staten. Hij zou in 1989 de garage van Dimitri bezocht hebben en een factuur nooit betaald hebben.
- Zijn dochter Niki De Tremmerie en schoonzoon Ronald Decocq verwachten een zoon genaamd Xavier Junior. Dit werd aangekondigd in de kerstspecial van 25 december 2020.

## Catchphrases
- "Zal 't gaan ja!"
- "Niet te familiair hé!"
- "'t Is ni waar hé!"
- "Bende pottenstampers!" (tegen de Kampioenen)
- "Hooligans!" (tegen de Kampioenen)
- "Terroristen!" (tegen de Kampioenen)
- "Frank stuk!" (tegen Carmen)
- "Zak!"
- "Mij..., mij..., mijn infra-str-structuur!"
- "Seeeeeeeeeeeeg!"
- "Da was maar om te lachen hé"
- "Goed hé, zelf gevonden"
- "Ik betaal u nie om..." (tegen Doortje)
- "Onnozel boeferke!" (tegen Xavier)
- "Bol 't maar af hé!"[5]
- "Mensenkloters"
- "Dat is broodroof"

## Trivia
- In een van de twee nieuwjaarsspecials van De Rode Loper uit december 2010 werd bekend dat er voor de rollen van DDT en Oscar Crucke aanvankelijk getwijfeld werd tussen Jacques Vermeire en Carry Goossens.
- Dimitri is geboren op 23 december 1955 te Bonheiden. Dat was te lezen op een doodsprentje dat werd uitgedeeld tijdens opnames in Aalst op 3 maart 2019. In de aflevering 'De horoscoop' (reeks 8) wordt echter gezegd dat hij het sterrenbeeld schorpioen heeft.
- Het personage werd gepersifleerd door cabaretier en imitator Guga Baúl in het sketchprogramma Tegen de Sterren op. Jacques Vermeire was ook een aantal keer zelf te zien als DDT in dat programma.